# Anthurium cartilagineum
Anthurium cartilagineum är en kallaväxtart som först beskrevs av René Louiche Desfontaines, och fick sitt nu gällande namn av Carl Sigismund Kunth. Anthurium cartilagineum ingår i släktet Anthurium och familjen kallaväxter. Inga underarter finns listade.